# پیوتر ترویان
پیوتر ترویان (لهستانی: Piotr Trojan؛ ‏ زادهٔ ۶ ژوئن ۱۹۸۶) بازیگر، فیلم‌نامه‌نویس، کارگردان نمایش اهل لهستان است.
از فیلم‌ها یا مجموعه‌های تلویزیونی که وی در آن‌ها نقش داشته‌است، می‌توان به تله، یخ‌ژاله، دوران افتخار، هتل ۵۲، ع چون عشق، پدر متیو، در خوشی و سختی، کمیسر آلکس، مرز، در خیابان سپولنی، نشانه‌ها، دختران جنگ، عشق اول، سلطان، لجن‌زار، تمام ترس‌های ما، عملیات سنبل و ۲۵ سال بی‌گناهی اشاره نمود.